# Perfecta (Courtedoux)
Perfecta is een historisch Zwitsers merk van motorfietsen. Oorspronkelijk was het genaamd Ets. Motocycles Perfecta, Courtedoux, later Ets. Perfecta, Kohlbrunner & Cie, Courbevoie (1946-1950).
He t gebruikte eerst 125cc-tweetaktmotoren en later Franse AMC-kopklepmotoren van 173 cc.